# Hermandad Druida Dun Ailline
La Hermandad Druida Dun Ailline (conocida también como Dun Ailline o HDDA) es una organización pagana reconstruccionista celta fundada en España en 2010, que respalda la práctica de un tipo de paganismo reconstruccionista denominado druidismo, centrado en la cultura celta de Irlanda, y cuyas deidades principales son conocidas como los Tuatha Dé Danann. Sus miembros  se consideran a sí mismos practicantes de una religión nativa europea, denominándose creidim, un concepto de origen irlandés para identificarse como seguidor de esta.
Hermandad Druida Dun Ailline en España: Confesión Religiosa con n.º de Registro 2854-SG/A – Tradición druidica reconstruccionista Irlandesa – Traidisiún na Beannach Fia Mór.

## Druidismo

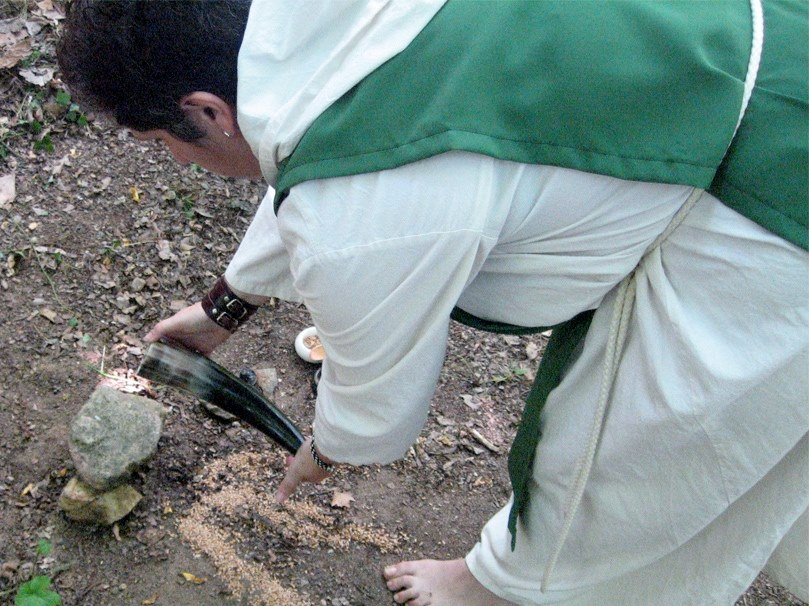
La Seanoir Marta Vey, oficiando una ofrenda traidicional

El renacimiento del druidismo vino de la mano de John Aubrey y John Toland. El 21 de septiembre de 1716, día del equinoccio de otoño, uno de los miembros del grupo druídico del que John Toland formaba parte fue encargado de proclamar simbólicamente en la cima de la colina de Primrose Hill y “de cara al sol, ojo de luz” la convocatoria, para todos los Druidas que pudieran existir por el mundo, a la asamblea que habría de tener lugar el 22 de septiembre de 1717 en Londres en la ‘Taberna del Manzano’ –The apple tree tavern-, charles st., Coven garden. Al mismo tiempo las convocatorias fueron enviadas por mensajeros a los diversos ‘Bosquets o Groves’ que se sabía que todavía existían. Los delegados de los círculos Druídicos y bárdicos representados en la asamblea del 22 de septiembre de 1717 venían de bosquets, groves o círculos de Londres, York, Oxford, País de Gales, de Cornualles, de la isla de Man, de Anglesey, de Escocia, de Irlanda y de la Bretaña Armoricana y especialmente de la Villa de Nantes.
Posteriormente, y a causa de la diáspora irlandesa, surge en Estados Unidos una nueva línea druídica nativista, centrada en el reconstruccionismo de la cultura, espiritualidad y folklore de Irlanda. Los creidim de línea irlandesa honran a las divinidades conocidas como Tuatha de Danaan, encabezados por An Dagda, así como divinidades célticas más antiguas como Cernunnos. La palabra creidim significa creyente.

## Historia
Tras la desaparición de la Ord Draiochta Na Uisnech-ODU, Orden formada por Kenn R. White, en el año 2009 se cierra el Grove Magh Mor, “bosquecillo” en España de ODU dedicado a promover la Tradición del Gran Ciervo. En el año 2010 Marta Vey funda la Hermandad Druida Dun Ailline, con el fin de preservar y transmitir la Tradición del Gran Ciervo. En el mismo año 2010, se crea una asociación cultural centrada en el recreacionismo de la Irlanda de los siglos VI-IX, cuya finalidad es dar a conocer su cultura, costumbres y mitos.
En octubre de 2012, HDDA pasa a ser reconocida como confesión religiosa por el Gobierno de España, con todos los derechos y responsabilidades que derivan de ello. Así, el druidismo es reconocido como religión oficial en Inglaterra, Canadá (Quebec) y en España.
En noviembre de 2012 ingresa como miembro de pleno derecho en la Plataforma a favor de la Libertad Religiosa del Paganismo, creada con el fin de obtener derechos legales para los practicantes de las creencias paganas y servir como interlocutor con el Gobierno de España.
En diciembre de 2014, la HDDA participa en el II Día del Paganismo que se celebró en Hospitalet de Llobregat (Barcelona).

## Organización Estructural
La organización está encabezada  por  el Ard Droi/Ard Bandrui, quien representa legalmente a la asociación religiosa, siendo también el dirigente religioso de la misma. 
La base de HDDA está formada por los creidim. El sacerdocio está conformado por los Droi y las Bandrui. Cualquier creidim puede acceder a la preparación sacerdotal si cumple con los requisitos. 
En el año 2014, la fundadora Marta Vey fue nombrada Ard Bandrui por la asamblea sacerdotal, siendo ratificada como representante legal y religiosa de HDDA.
A nivel territorial, los creidim se organizan en grupos locales que se reúnen para la celebración de las distintas celebraciones. 

## Festividades
- Celebraciones estacionales
  - Samhain, Mean Geimhridh, Oimelc, Mean Earraigh, Beltane, Mean Samhraidh (ver también Litha), Lughnassadh y el Equinoccio de otoño, llamado Mean Foghamar (ver también Mabon).
- Gui y Devociones
- Celebraciones Interestacionales

## Creencias
Los Cuatro Pilares del Druidismo y las Seis Virtudes Celtas, código ético que aconseja pautas de comportamiento de los creidim.  
| Virtudes Celtas |
| --- |
| Honor |
| Honestidad |
| Justícia |
| Hospitalidad |
| Lealtad |
| Coraje |
| Las creencias básicas son las siguientes: - Múltiples vidas - Espíritu en todas las cosas - Reverencia por los antepasados - Creer en múltiples mundos |

## Textos sagrados

Awen

- Los escritos del Ciclo Mitológico ( El Lebor Gabála Érenn, Cath Maige Tuired, Togail Bruidne Dá Derga,...)
- Los escritos del Ciclo del Ulster o Rúraíocht (Táin Bó Cúailnge, Lebor na hUidre...)
- El Poema de Finn, base del Ciclo Osiánico, también conocido como Ciclo Feniano o Fiannaidheacht.
- Escritos del Ciclo Histórico, (Echtrae e Immrama), los viajes a Tír na nÓg, y cuentos/relatos populares.
- Otros materiales (Leyes Brehon, Carmina Gadelica de Alexander Carmichael, Tríadas...)